# Hyboserica silvicola
Hyboserica silvicola är en skalbaggsart som beskrevs av Moser 1915. Hyboserica silvicola ingår i släktet Hyboserica och familjen Melolonthidae. Inga underarter finns listade i Catalogue of Life.